# Chó chăn cừu Carpathia

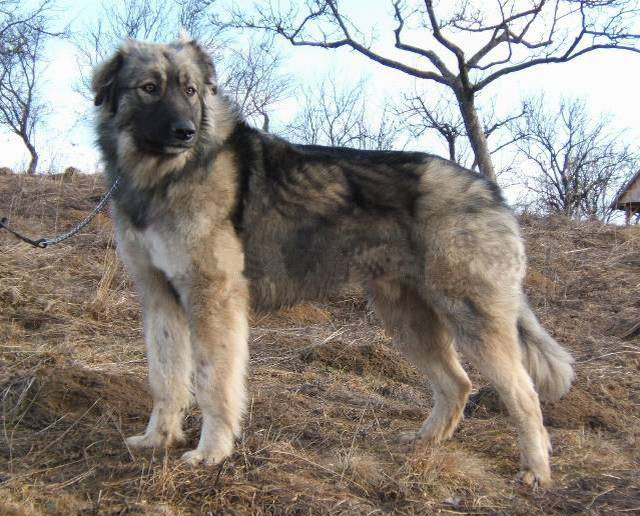
Chó chăn cừu Carpatin

Chó chăn cừu Carpathia hay còn gọi là Carpatin (tiếng România: Ciobănesc Românesc Carpatin) là một giống chó chăn cừu tầm lớn có xuất xứ từ vùng núi Carpathia, România. Chúng được công nhận bởi các Hiệp hội FCI, NKC, ACR. Chúng là vệ sỹ của bầy cừu ở România và được những nông dân chăn cừu xem là rất quan trọng.

## Lịch sử
Giống chó này xuất xứ từ Rumani. Nó là một vệ sỹ canh gác gia súc được sử dụng hàng nhiều thế kỷ bởi những người chăn gia súc România. Chó chăn cừu Carpathian được chọn lọc từ một giống chó đặc thù mà tồn tại ở Carpathian và khu vực Danube. Qua nhiều thế kỷ, những lý do chính là sự hữu dụng của nó, loài này giữ được những đặc trưng không mai một của nó đến tận ngày nay. Alfred Edmund Brehm (1829-1885) đã nghiên cứu và đề xuất. Tiêu chuẩn đầu tiên được lập nên bởi Viện Kỹ thuật Vườn thú Quốc gia năm 1934 và nó được biến đổi và cập nhật vào năm 1982, 1999 và 2001 bởi Hiệp Hội nuôi chó România. Cam kết về kỹ thuật của Hiệp Hội nuôi chó România đã đáp ứng tiêu chuẩn vào ngày 30.03.2002, theo phương thức được thực hiện bởi Hiệp hội nuôi chó Quốc tế.

## Đặc điểm

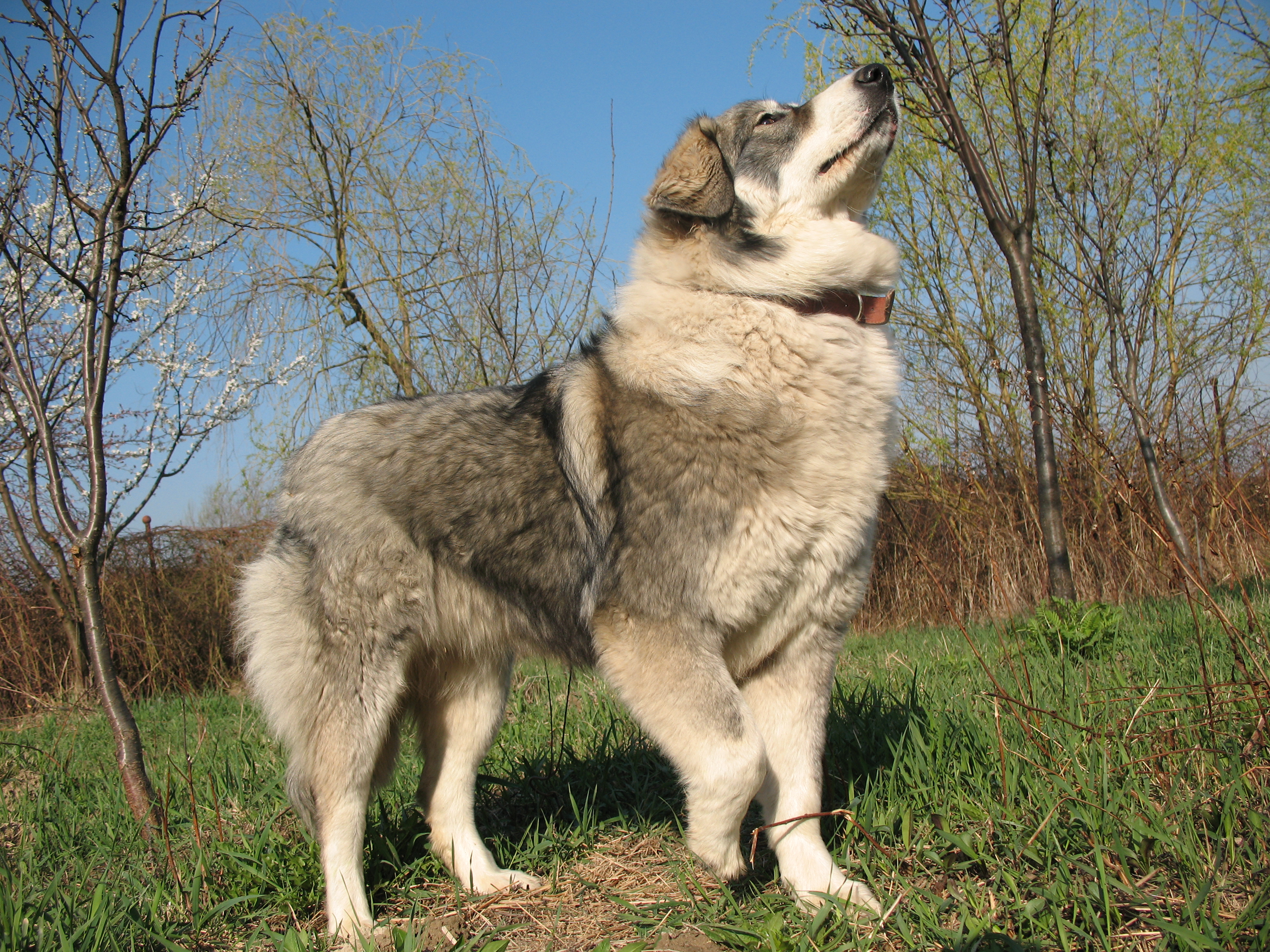
Một con chó Carpathian cái

Giống chó khá lớn với hình dáng mạnh mẽ, không vụng về, nhanh nhẹn. Thân thể hình chữ nhật, cổ họng lớn, ngực cao, rộng và hơi chếnh, vai rộng, thoải. Chiều cao con đực từ 65 đến 73 cm còn con cái từ 59 đến 67 cm. Trọng lượng: cân đối với chiều cao, tạo nên một ấn tượng khỏe mạnh nhưng không quá nặng nề.
Hình thái giới tính được phân biệt khá rõ, những con đực nên cao hơn và khỏe hơn những con cái. Chó chăn cừu Carpathian là một giống chó đẹp, với đầu thủ giống sói và khỏe khoắn, nhưng không vụng về. Trán rộng và hơi cong. Hộp sọ thì rộng hơn ở vị trí giữa hai tai và hẹp dần cho tới đỉnh đầu. Khe hộp sọ vừa phải ở vị trí chạy dọc giữa đầu thủ khá rõ ràng. Mũi lớn, rộng và luôn có màu đen. Mõm khỏe, hình nón cụt.
Độ dài của mõm ngắn hơn hoặc bằng với độ dài của hộp sọ. Cặp môi dày, khít, trông khỏe khoắn và khá rõ nét. Cặp mắt nâu tối có hình quả hạnh. Đuôi rậm, được che phủ bởi lông dày. Khi thư giãn, đuôi buông thõng, thẳng hoặc hơi cong như lưỡi kiếm, chạm vào khuỷu chân sau; khi con vật cảnh giác điều gì hoặc di chuyển, đuôi nó hơi nhô cao.
Bộ lông thô, rậm và thẳng. Lớp lông tơ rậm và mềm mại. Ngợi trừ đầu thủ và phía trước của bốn chi là có lông ngắn, lông hầu như rậm ở toàn bộ cơ thể, dài vừa phải. Trên cổ, phía mặt sau của các chi và ở đuôi thì lông dài hơn, lông phiều ở những vùng này là đặc trưng. Màu sắc của bộ lông bao gồm màu lông sói, với những mảng màu đa dạng, thường thì nhạt hơn ở hai bên hông và sẫm hơn ở trên cơ thể, màu lông sói với những đốm trắng, không nên quá nhiều đốm trắng sẽ được ưa chuộng.

## Tập tính

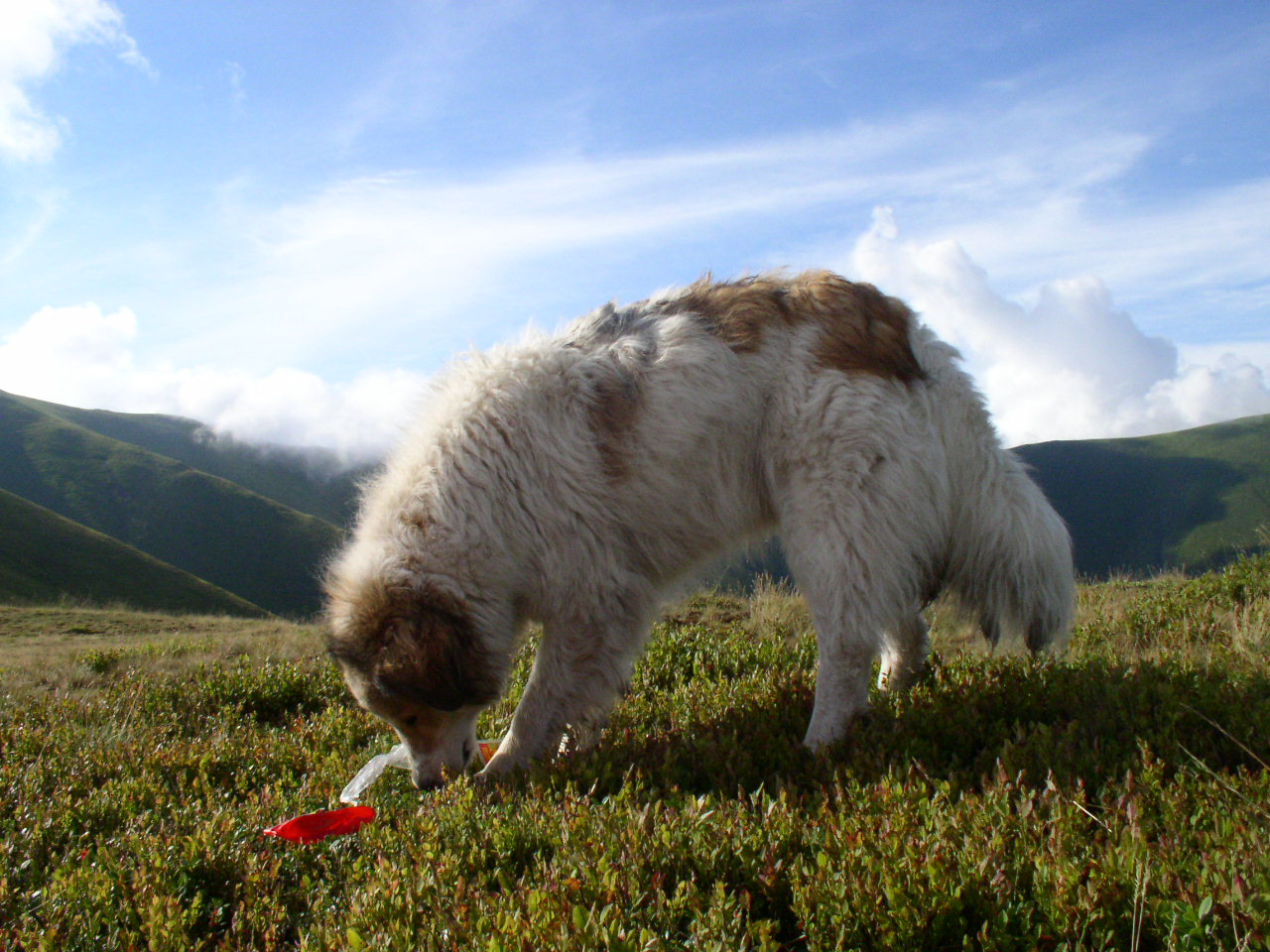
Chó Carpathia không phù hợp với không gian gia đình, chúng cần không gian mở

Được sinh ra như một con chó canh gác, nó nổi bật vì bản năng, sự cống hiến đối với đàn gia súc và chủ nhân. Nó là một con chó vững vàng, trầm tĩnh và đĩnh đạc. Để nuôi một con Carpatin thành công trong gia đình, chủ nhân phải dẫn dắt được con vật. Đó là bản năng tự nhiên của một con chó để có được vị trí trong bầy đàn. Khi nuôi những con chó, chúng ta phải kiểm soát được chúng.
Toàn bộ đàn chó phải được dẫn dắt bởi chủ nhân. Những điều này phải được xác định rõ ràng và nguyên tắc được đặt ra. Bởi vì một con chó thể hiện sự không hài lòng bằng việc gầm gừ và thậm chí cắn xé, tất cả mọi người phải có vị trí cao hơn hẳn con vật trong tư tưởng của nó. Con người phải ra quyết định và con chó phải tuân theo. Đó là cách duy nhất để dẫn dắt con chó một cách thành công. Carpatin không phù hợp với cuộc sống căn hộ.
Nó có một bộ lông chống chịu mọi thời tiết và sẽ hài lòng với cuộc sống ở bên ngoài trời. Đặc tính này của nó đòi hỏi cuộc sống ngoài trời. Loài này cần vận động thể chất và nên được đi dạo dài hàng ngày. Hơn nữa, nó nên có một sân hoặc một không gian rộng nơi có thể chạy nhảy tự do thoải mái. Bộ lông sẽ tốt nếu thỉnh thoảng được chải. Tuổi thọ chúng khoảng 12-14 năm.

## Chính sách
Chính quyền România từng ban hành điều luật hạn chế số lượng chó chăn cừu khiến người chăn cừu nước này phẫn nộ, kéo về thủ đô biểu tình, đạo luật này được ban hành nhằm mục đích bảo vệ môi trường, nhưng giới thạo tin thì cho là để bảo vệ các đại gia thường tổ chức săn bắn trong các khu vực chăn thả và rất hay bị chó chăn cừu tấn công vì nghi xâm hại đến đàn cừu. các chủ trại cừu Romania bất bình về đạo luật quy định chặt chẽ tỉ lệ đầu chó trên số lượng cừu được chăn thả.
Hơn 4 nghìn người chăn cừu đã kéo về thủ đô Bucarest để biểu tình phản đối, nhiều người còn mang theo những chú chó chăn cừu. Những người biểu tình đã xông qua hàng rào cảnh sát, bất chấp lựu đạn cay và vòi rồng. hơn 1 nghìn người trong số đó lọt được vào bên trong tòa nhà Quốc hội, một số người đã khoác bộ da lông cừu, bò trên sàn nhà và thổi còi nhại tiếng kêu của cừu. Người chăn cừu Romania phản đối đạo luật giới hạn số lượng chó bảo vệ đàn cừu và nghiêm cấm hoạt động chăn thả từ tháng 12 đến tháng 3 năm sau.